# Conus orbitatus
Conus orbitatus é uma espécie de gastrópode do gênero Conus, pertencente à família Conidae.